# George (Kinderbuch)

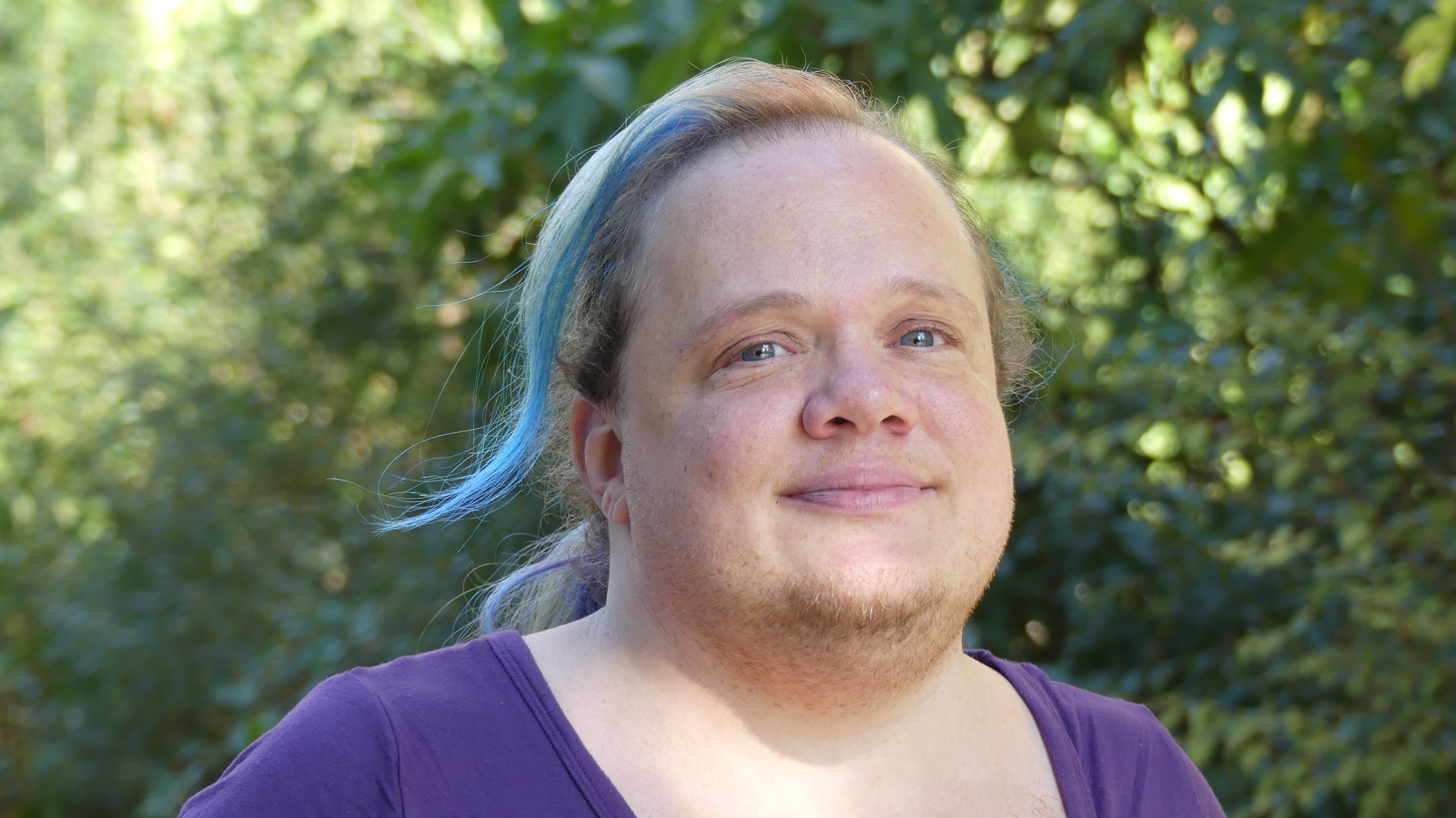
Alex Gino beim Kinder- und Jugendprogramm des 16. Internationalen Literaturfestivals Berlin (2016)

George (Originaltitel: George) ist ein Kinderroman, verfasst von Alex Gino. Gino lebt in den USA und ist dort schriftstellerisch tätig. Gino ist genderqueer und möchte nicht als männlich oder weiblich bezeichnet werden. Das Buch George erzählt die Geschichte des transgender Mädchens Melissa, die bei der Geburt dem männlichen Geschlecht zugeordnet worden ist, weshalb sie von ihren Eltern auch den titelgebenden Namen George erhalten hat. Ihr Umfeld weiß noch nichts davon, dass Melissa ein transgender Mädchen ist, weshalb sie dies durch die Mitwirkung als weibliche Figur in einem Schultheaterstück ihren Mitmenschen mitteilen will.
George erschien am 25. August 2015 beim amerikanischen Verlag Scholastic Press in englischer Sprache und hat einen Umfang von 240 Seiten. Die deutsche Übersetzung erschien im August 2016 beim S. Fischer Verlag mit einem Umfang von 208 Seiten, übersetzt von Alexandra Ernst. George ist unter anderem in England, Schweden und Italien erschienen. George ist das literarische Debüt von Gino.
Das Buch wurde unter anderem 2016 mit einem Lambda Literary Award sowie mit dem Stonewall Book Award der American Library Association (2016) ausgezeichnet. Im Feuilleton wurde es unter anderem als »profound, moving, and […] radiant« (Jennifer Laughran, Publishers Weekly vom 11. Mai 2015) bezeichnet.

## Inhalt
Melissa ist ein Transgendermädchen, das von ihrer Umgebung als Junge wahrgenommen und George genannt wird. Sie hat noch niemandem erzählt, dass sie ein Mädchen ist und kämpft mit der Wahrnehmung ihrer Mitmenschen. Zu Hause versteckt sie Mädchenzeitschriften vor ihrer Mutter und stellt sich vor, dass die Mädchen darin ihre Freundinnen seien.
Als in Melissas Schule ein Theaterstück zu dem Buch „Wilbur und Charlotte“ aufgeführt werden soll, weiß Melissa, dass sie die Rolle der weiblichen Spinne Charlotte spielen will. Ihre beste Freundin Kelly unterstützt sie bei der Vorbereitung und ermutigt sie in dem Vorhaben, doch als Melissa für die Rolle vorspricht, wird sie von ihrer Lehrerin Miss Udell enttäuscht, die ihr sagt, dass sie als Junge keine weibliche Rolle spielen kann. Melissa ist sehr traurig darüber, weil sie sich erhofft hatte, durch den Theaterauftritt allen zu zeigen, dass sie ein Mädchen ist.
Wenige Tage später gerät Melissa auf dem Schulhof in eine Situation, in der Jeff und Rick sie als dämliches Mädchen bezeichnen. Als die beiden weg sind versucht Kelly Melissa zu trösten, indem sie ihr sagt, dass Jeff und Rick Deppen seien und sie gar kein Mädchen ist. Da platzt es aus Melissa heraus und sie fragt was sei, wenn es doch so wäre. Kelly ist zunächst verwirrt, braucht jedoch nicht lange, um Melissa als Mädchen zu akzeptieren.
Kurz darauf erlebt Melissa eine böse Überraschung, als sie nach Hause kommt und ihre Mutter sie mit den Zeitschriften konfrontiert, die sie in Melissas Schrank gefunden hat. Melissas Mutter lässt sie die Situation nicht erklären und sagt nur, dass sie Melissa nicht in Mädchenkleidung sehen will. In einem späteren Gespräch erklärt sie, dass es in Ordnung wäre, schwul zu sein, aber dass das hier etwas ganz anderes sei, und Melissa noch zu jung sei, um zu wissen wer sie ist.
Um ihrer Mutter zu beweisen, dass sie ein Mädchen ist, schmiedet Melissa heimlich einen Plan mit Kelly und tritt bei der Theateraufführung doch als Charlotte auf. Ihre Mutter ist davon zunächst nicht begeistert, doch am nächsten Abend entschuldigt sie sich bei Melissa für ihr Verhalten und fängt an, sie als Mädchen zu akzeptieren. Melissa ist sehr froh und überglücklich, als sie mit Kelly in den Zoo geht und sich das erste Mal in ihrem Leben als Mädchen kleidet.

### Kapitel 1 – Secrets
Melissa kommt von der Schule nach Hause und schließt sich mit ein paar Mädchenzeitschriften im Badezimmer ein. Fasziniert blättert sie durch die Zeitschriften, in denen über Bademoden und Schminke geschrieben wird. Bei den Bildern von den Mädchen in Bikinis hält Melissa inne und stellt sich vor, dass die Mädchen ihre Freundinnen sind und dass sie sie Melissa nennen, so wie sie sich selber heimlich nennt, wenn sie sich im Spiegel betrachtete. Alle anderen nennen sie George und nehmen sie als Jungen war.
Melissa hört, dass ihr Bruder nach Hause kommt. Sie versteckt die Zeitschriften in der Badewanne und hofft, dass ihr Bruder Scott sie nicht findet. Als dieser fragt, warum sie so lange im Bad gebraucht hat und Melissa zögert, vermutet er jedoch nur „schweinische Zeitschriften“ dahinter.

### Kapitel 2 – Charlotte dies
Miss Udell liest Melissa und dem Rest der Klasse in der Schule das Ende von „Wilbur und Charlotte“ vor, bei dem die Spinne Charlotte stirbt. Melissa ist sehr traurig über Charlottes Tod und fängt im Klassenzimmer an zu weinen. Jeff und Rick, zwei Klassenkameraden von Melissa, machen sich darüber lustig, dass irgendwo ein Mädchen heult und als sie merken, dass es Melissa ist, die weint, sagen sie, dass das auch kein Unterschied sei.
Als Miss Udell zu Ende gelesen hat, kommt sie zu Melissas Tisch und sagt, dass sie die ersten Male, als sie das Buch gelesen hat, auch weinen musste und dass es Mitgefühl und Phantasie ausdrückt, wenn man wegen eines Buches weint. Als sie dann jedoch hinzufügt, dass aus Melissa mal ein besonderer junger Mann werden wird, muss Melissa noch mehr weinen und verlässt das Klassenzimmer.
Zum Ende des Unterrichts verkündet Miss Udell, dass sie ein Theaterstück zu „Wilbur und Charlotte“ aufführen werden und Melissa verabredet mit ihrer besten Freundin Kelly, dass sie am Wochenende für das Vorsprechen üben. Dann gesteht sie Kelly, dass sie jedoch nicht die Rolle von Wilbur, sondern viel lieber die Rolle der weiblichen Spinne Charlotte spielen möchte. Kelly sieht darin kein Problem und sagt, dass es doch niemanden kümmert, dass Melissa kein richtiges Mädchen ist. Nachts träumt Melissa von ihrem Auftritt als Charlotte.

### Kapitel 3 – Acting Is Just Pretend
Melissa fährt zu Kelly, um mit ihr für das Vorsprechen zu üben. Kelly bekräftigt, dass sie es für eine gute Idee hält, dass Melissa Charlotte spielen möchte und vermutet, dass Miss Udell auch begeistert sein wird.
Zu Hause essen Melissa und ihre Mutter zu Abend. Sie möchte ihrer Mutter die Frage stellen was sei, wenn sie ein Mädchen wäre, traut sich aber nicht, es auszusprechen.

### Kapitel 4 – Anticipation
An dem Tag des Vorsprechens üben Kelly und Melissa noch einmal heimlich auf dem Schulhof. Melissa ist nervös und Kelly sagt verständnislos, dass Melissa ja nur ein Mädchen spielen und keins sein möchte. Melissa traut sich nicht, Kelly die Wahrheit zu sagen und ist traurig, dass Kelly nicht von alleine bemerkt, was los ist.

### Kapitel 5 – Audition
Melissa trägt beim Vorsprechen Charlottes Text vor und hofft, dass sie die Rolle bekommt, doch Miss Udell reagiert verständnislos. Sie hält Melissas Vorsprechen für einen schlechten Scherz und sagt, dass sie ihr die Rolle auf keinen Fall geben kann, weil zu viele Mädchen Charlotte spielen wollen und weil die Leute komisch reagieren würden, wenn Melissa Charlotte spielen würde. Melissa ist enttäuscht, und als Kelly sie fragt, wie es gelaufen ist, wird sie sauer. Ihrer Mutter erzählt Melissa zu Hause, dass sie nicht bei dem Vorsprechen war, weil sie nicht mitspielen will.

### Kapitel 6 – Taken
In der Schule bietet Miss Udell Melissa an, eine der Jungenrollen in dem Theaterstück zu spielen, doch Melissa lehnt ab. Kelly findet heraus, dass sie selbst die Rolle der Charlotte spielen wird.
Auf dem Schulhof machen sich Jeff und Rick über Melissa lustig und bezeichnen sie als dämliches Mädchen. Kelly bezeichnet die beiden als Deppen und sagt zu Melissa, dass sie natürlich kein Mädchen ist. Melissa fragt daraufhin, was sei, wenn es doch so wäre. Kelly reagiert überrascht und verwirrt. Als Melissa schweigt, versteht Kelly und verspricht, niemandem davon zu erzählen. Zu Hause wartet Melissas Mutter auf sie und konfrontiert sie mit den Mädchenzeitschriften, die sie im Schrank gefunden hat. Sie lässt Melissa die Situation nicht erklären und sagt, dass sie sie nicht in Mädchenkleidung sehen will.

### Kapitel 7 – Time Drags When You´re Miserable
Die folgenden Tage sprechen weder Kelly, Melissa oder Melissas Mutter das Thema an. Melissa spielt mit ihrem Bruder Scott Mario Kart, gerät jedoch mit ihm aneinander, als er Kelly als ihre „Süße“ bezeichnet.

### Kapitel 8 - SOME JERK
Kelly spricht Melissa auf dem Schulhof an und sagt ihr, dass, wenn Melissa denkt, dass sie ein Mädchen ist, sie es auch tut. Sie umarmen sich und Kelly erzählt, was sie im Internet über Transgender gelesen hat. Sie fragt, ob Melissas Mutter damit einverstanden ist und Melissa schüttelt den Kopf.
Mittags ist Melissa mit den anderen Schülern auf dem Schulhof, um die Kulissen zu basteln. Dabei bekommt Melissa mit, wie Jeff über das Theaterstück herzieht und Charlotte mehrfach beleidigt nennt. Melissa wird wütend und provoziert Jeff. Jeff boxt ihr in den Bauch und Melissa muss sich übergeben.
Als Melissa im Büro der Schulleiterin Mrs Maldonado auf ihre Mutter wartet, sieht sie ein Schild an der Wand hängen, dass darauf hinweist, sichere Räume für schwule, lesbische, bisexuelle und transgender Jugendliche zu schaffen. Sie fragt sich, ob es einen sicheren Raum gibt, wo sie Mädchen treffen kann, die wie sie sind.

### Kapitel 9 – Dinner at Arnie’s
Zu Hause sagt Melissas Mutter, dass sie sich Sorgen macht und dass es in Ordnung sei, schwul zu sein, aber dass es etwas ganz anderes sei, transvestit zu sein. Melissa versucht, zu erklären, dass sie nicht schwul ist, sondern ein Mädchen. Ihre Mutter erwidert, dass sie bei der Geburt dabei war und weiß, dass Melissa ein Junge ist und sie noch zu jung sei, um zu wissen wer sie ist. Melissa ist traurig darüber, dass ihre Mutter nicht sieht, wer sie ist.
Kelly ruft nach der Schule an und schmiedet mit Melissa den Plan, dass Melissa in dem Theaterstück heimlich Charlotte spielen soll, damit ihre Mutter endlich erkennt, dass sie ein Mädchen ist. Später geht Melissa mit Scott und ihrer Mutter in ein Restaurant. Als ihre Mutter gerade nicht da ist, eröffnet Melissa ihrem Bruder, was mit ihr los ist. Scott reagiert positiv und betrachtet Melissa, als ob er sie das erste Mal verstehen kann.

### Kapitel 10 – Transformations
In der Nachmittagsvorführung von „Wilbur und Charlotte“ spielt Kelly die Rolle der Charlotte. Bei der Abendvorstellung tauschen Melissa und Kelly die Rollen und Melissa geht als Charlotte auf die Bühne. Nach der ersten Szene kommt Miss Udell mit strengem Gesicht hinter die Bühne, doch Mrs Maldonado entscheidet, dass Melissa weiterspielen darf. Nach der Aufführung sind alle begeistert und Melissa bekommt viel Applaus. Ihre Mutter schaut sie jedoch nur mit versteinertem Gesicht an. Als Melissa erneut betont, dass sie ein Mädchen ist, möchte ihre Mutter nicht darüber reden. Mrs Maldonado gratuliert Melissa zu ihrem Erfolg und flüstert ihr zu, dass ihre Tür immer für sie offen ist.

### Kapitel 11 – Invitations
Am nächsten Tag schlägt Kelly in der Schule vor, dass Melissa mit ihr und ihrem Onkel Bob in den Zoo nach New York fährt. Sie fügt hinzu, dass sie dann als beste Freundinnen gehen und sich richtig schick machen könnten, weil ihr Onkel Bob Melissa nicht als Junge kennt und der Zoo zwei Stunden weit weg ist. Melissa ist sprachlos bei der Vorstellung das erste Mal einen Rock zu tragen und mit Kelly als Mädchen zusammen zu sein. Sie verrät Kelly, dass sie gerne Melissa heißen möchte und ist glücklich, als Kelly anfängt ihren Namen zu singen.
Als Melissa nach Hause kommt wird sie von ihrer Mutter erwartet. Ihre Mutter fängt an zu weinen und entschuldigt sich bei Melissa. Sie versteht endlich, dass Melissa ein Mädchen ist und schlägt vor, dass sie sich beide jemanden suchen, mit dem sie darüber reden können.

### Kapitel 12 – Melissa Goes to the Zoo
Melissa kann den Zoobesuch kaum erwarten und fährt früh zu Kelly. Kelly gibt ihr verschiedene Röcke und Tops zum Anprobieren und leiht ihr auch Schuhe und Unterwäsche. Melissas Herz klopft wie wild, weil sie das erste Mal so aussieht, wie sie es sich wünscht. Die beiden schminken sich und als Onkel Bob kommt, um sie abzuholen, begrüßt er zwei wunderschöne Mädchen. Melissa und Kelly verbringen einen tollen Tag im Zoo und Melissa denkt, dass dies bisher einer der besten Tage in ihrem Leben war.

## Figuren

### Hauptfiguren
Melissa bzw. George
Melissa ist ein zehnjähriges Mädchen und geht in die vierte Klasse. Sie wohnt mit ihrem älteren Bruder Scott und mit ihrer Mutter zusammen in einer Doppelhaushälfte. Ihr Vater wohnt mit seiner neuen Frau ein paar Autostunden entfernt. Melissa und Scott sehen ihn jeden Sommer für zwei Wochen. Melissa ist schlank, hat strahlend grüne Augen und kurze Haare. Ihre beste Freundin ist Kelly.
Melissa wird von ihren Mitmenschen als Junge wahrgenommen und „George“ genannt. Sie weiß jedoch schon lange, dass sie ein Mädchen ist und kämpft damit, es ihrer Familie und ihren Freunden anzuvertrauen. Melissa wird von den Jungs auf ihrer Schule viel gehänselt und sie ist sich nicht sicher, was sie von Jungs halten soll.
Melissa guckt sich gerne Mädchenzeitschriften an und stellt sich vor, dass die Mädchen aus der Zeitschrift ihre Freundinnen sind. Sie träumt davon, Kleider und Bikinis zu tragen, sich zu schminken und davon, dass die Leute sie „Melissa“ nennen, ihr selbsterwählter Name. Als Kelly sie am Ende der Geschichte mit in den Zoo nimmt, und Melissa sich das erste Mal in ihrem Leben als Mädchen kleiden kann, sodass die Menschen sie als Mädchen wahrnehmen, ist sie sehr glücklich.
Kelly
Kelly ist Melissas beste Freundin. Kelly ist ein lustiges, sehr selbstbewusstes, phantasievolles Mädchen, die gerne witzige T-Shirts trägt, viel fotografiert und gern ihre Haare flicht. Sie wohnt mit ihrem Vater zusammen in einer Zwei-Zimmer-Wohnung. Während Kellys Vater sehr chaotisch ist, ist Kelly ein sehr ordentlicher Mensch. Über ihre Mutter redet Kelly nicht viel, aber sie hat ein Foto von ihr in ihrem Zimmer hängen, auf dem ihre Mutter in hohen Schuhen auf einer Bühne steht und ins Mikrofon singt. Kelly unterstützt Melissa voll und ganz, als sie erfährt, dass Melissa ein Mädchen ist. Sie hilft ihr, die Charlotte im Theaterstück zu spielen und leiht Melissa ihre Kleidung, als sie zusammen in den Zoo gehen.

### Nebenfiguren
Scott
Scott ist Melissas älterer Bruder, der gerade auf die High-School gekommen ist. Scott hat dunkelbraune, lange Locken, trägt gerne zerrissene Jeans und wäscht sich selten. Er steht auf Computerspiele, Zombies und Wrestling und hasst es, seine Hausaufgaben zu machen. Früher haben Scott und Melissa oft Videospiele zusammen gespielt, aber in letzter Zeit ist Scott oft den ganzen Tag unterwegs. Scott ärgert seine Schwester viel und nennt Kelly häufig Melissas „Süße“, meint es aber nie wirklich böse. Als Melissa ihm erzählt, dass sie ein Mädchen ist, ist er verständnisvoll und scheint seine Schwester das erste Mal seit langem zu verstehen.
Melissas Mutter
Melissas Mutter ist eine große, schlanke Frau, die am liebsten Jeans und Poloshirt trägt und sich nicht schminkt. Sie hat ein großes, warmes Lächeln und die gleichen strahlend grünen Augen wie Melissa. Sie hat eine gute Beziehung zu ihrer Tochter, die sie liebevoll „Gi-gi“ nennt, und sagt ihr oft, dass sie ihr alles anvertrauen kann und sie sie immer lieben wird. Anfangs hat sie Probleme damit, dass Melissa ein Mädchen ist, entschuldigt sich jedoch am Ende bei Melissa für ihre Reaktion und bietet ihr ihre Unterstützung an.
Miss Udell
Miss Udell ist Melissas Klassenlehrerin. Sie hat glänzende, schwarze Haare, trägt Ohrringe und sieht immer sehr schön aus. Als Melissa sich für die weibliche Rolle im Theaterstück bewerben will, ist Kelly dafür. Entgegen Kellys Erwartung reagiert Miss Udell jedoch abweisend auf Melissas Wunsch.
Jeff
Im dritten Schuljahr ist Jeff in die Klasse von Melissa gekommen. Er ist aus Kalifornien hergezogen, was ihm nicht gefiel. Er prügelt sich oft und bedroht die meisten Jungs, außer Rick, der sein bester Freund ist. Er macht sich besonders gerne über Melissa lustig, die er beleidigt.
Rick
In der zweiten Klasse war Rick gut mit Melissa gut befreundet. Sie haben beide Schach gespielt und im Endspiel konnte Rick Melissa nur knapp schlagen. Danach bezeichneten sie sich als Schach-Champions. In der dritten Klasse hat sich Rick jedoch mit Jeff angefreundet und ist seitdem nicht mehr mit Melissa befreundet. Im Gegenteil: er macht sich mit Jeff über Melissa lustig, hänselt sie und hilft Jeff, als er Melissa schlägt. Beim Kulissenmalen auf dem Schulhof gerät Rick jedoch auch mit Jeff aneinander, weil es ihm Spaß macht, das Bühnenbild zu basteln, und Jeff ihn beleidigt.
Paul Arden (Kellys Vater)
Kellys Vater, Paul Arden, ist Musiker, der Songs für andere Künstler komponiert, aber selber nur selten auf der Bühne steht. Er ist sehr chaotisch und die Wohnung, in der er mit Kelly wohnt, sieht meistens sehr unordentlich aus. Er hört gerne laut Musik und kocht nur selten, scheint aber ein fürsorglicher Vater zu sein.
Mrs Maldonado (Schulleiterin)
Mrs Maldonado ist die Schulleiter von Melissas Schule. Sie ist eine korpulente Frau mit kurzem grauem Haar, die viel Selbstbewusstsein ausstrahlt. Sie bietet Melissa Unterstützung an und scheint als einzige sofort zu verstehen, dass Melissa ein Mädchen ist.
Onkel Bill (Kellys Onkel)
Bill Arden ist Kellys Onkel und sieht seinem Bruder Paul sehr ähnlich. Er arbeitet als Maler und hat eine freundliche Ausstrahlung. Er fährt Kelly und Melissa in den Zoo, macht den beiden Mädchen Komplimente und singt laut die Lieder aus dem Radio mit.

## Literarische Kritik
Die Reaktionen zu Alex Ginos „George“ sind überwiegend positiv. So schrieben die Kirkus Review und Publishers Weekly:
»A coda to the Charlotte's Web story, in which George presents herself as a girl for the first time, is deeply moving in its simplicity and joy. Warm, funny, and inspiring.« (Kirkus Review, 6. Mai 2015).
»Profound, moving, and—as Charlotte would say—radiant, this book will stay with anyone lucky enough to find it. « (Jennifer Laughran, Publishers Weekly, 11. Mai 2015)
Die Booklist starred review fügte hinzu: »Gino’s debut novel is a sensitive, insightful portrayal of a transgender child coming to terms with gender identity.« (Michael Cart, Booklist Online, 2015) und die New York Times beschrieb „George“ als »timely, touching novel … with refreshingly little fanfare.« (Tim Federle, New York Times, 11. September 2015)
Vor der Veröffentlichung von „George“ schickte der Scholastic Verlag 10.000 Kopien des Buches an Lehrer aus dem ganzen Land, um von ihnen ein Feedback zu bekommen. Die Reaktionen waren größtenteils positiv, aber es gab auch kritische Stimmen, die anzweifelten, ob Dritt- und Viertklässler alt genug für das Thema Transgender seien.
Scholastic erhöhte die Erstauflage von „George“ von 35.000 auf 50.000 Exemplare auf Grund der hohen Nachfrage.

## Nominierungen und Auszeichnungen
George erhielt 2016 den Stonewall Book Award in der Sparte Children’s Books, der Teil des ALA Youth Media Awards ist, sowie den Lambda Literary Award in der Sparte LGBT Children’s/Young Adult.
| 2016 | Stonewall Book Award |

### Hörbuch
2015 erschien bei Scholastic Corporation Audiobooks eine Hörbuchausgabe der englischsprachigen Fassung des Buches, die von Transfrau Jamie Clayton eingelesen wurde.

## Ausgaben
- dt.: George. Aus dem Amerikanischen von Alexandra Ernst. Fischer, Frankfurt am Main 2016, ISBN 978-3-7373-4032-8

## Öffentliche Buchpräsentationen
Das Buch wurde beim Kinder- und Jugendprogramm des 16. Internationalen Literaturfestivals Berlin im September 2016 als internationale Premiere in Anwesenheit Alex Ginos vorgestellt.